# Amietia umbraculata
Amietia umbraculata är en groddjursart som först beskrevs av Bush 1952.  Amietia umbraculata ingår i släktet Amietia och familjen Pyxicephalidae. Inga underarter finns listade i Catalogue of Life.